# Copa del Atlántico 2010
La Copa del Atlántico (Atlantic Cup) de 2010 fue la segunda y última edición del torneo americano de Rugby League.
Se disputó en la ciudad de Jacksonville, Estados Unidos.

## Equipos
- Canadá
- Estados Unidos
- Jamaica

## Posiciones
| Equipo         | Encuentros | Encuentros | Encuentros | Encuentros | Tantos  | Tantos    | Tantos     | Puntos |
| Equipo         | jugados    | ganados    | empatados  | perdidos   | a favor | en contra | diferencia | Puntos |
| -------------- | ---------- | ---------- | ---------- | ---------- | ------- | --------- | ---------- | ------ |
| Estados Unidos | 2          | 2          | 0          | 0          | 82      | 38        | 44         | 4      |
| Jamaica        | 2          | 1          | 0          | 1          | 58      | 48        | 10         | 2      |
| Canadá         | 2          | 0          | 0          | 2          | 24      | 78        | -54        | 0      |

### Resultados
| 16 de noviembre | Estados Unidos | 36 - 26 | Jamaica |  |  |

| 18 de noviembre | Canadá | 12 - 32 | Jamaica |  |  |

| 20 de noviembre | Estados Unidos | 46 - 12 | Canadá |  |  |

| Bandera de Estados Unidos |
| Campeón Estados Unidos    |
| Segundo título            |